# Cuscuta epilinum
Cuscuta epilinum es una especie de planta de la familia Cuscutaceae.

## Taxonomía
Cuscuta epilinum  fue descrita por Carl Ernst August Weihe y publicado en Archiv des Apothekervereins im nordlichen Deutschland 8: 51. 1824.
Sinonimia
- Cuscuta major Koch & Ziz
- Cuscuta vulgaris J. Presl & C. Presl[2]

## Nombres comunes
- Barbas de capuchino, cabellos de Ángel, cabellos de Europa, gota de lino, podagra de lino.[n. 1]